# NGC 7812
NGC 7812 je spiralna galaktika u zviježđu Kiparu. 

## Vanjske poveznice
- (engl.) SEDS: NGC 7812
- (engl.) Hartmut Frommert: Revidirani Novi opći katalog
- (engl.) Izvangalaktička baza podataka NASA-e i IPAC-a
- (engl.) Astronomska baza podataka SIMBAD
- (engl.) VizieR
- DSS-ova slika NGC 7812  Arhivirana inačica izvorne stranice od 3. listopada 2011. (Wayback Machine)
- (engl.) Auke Slotegraaf: NGC 7812 Deep Sky Observer's Companion
- (engl.) Courtney Seligman: Objekti Novog općeg kataloga: NGC 7800 - 7849